# تپه کوشک ولیعصر ۳
تپه کوشک ولیعصر ۳ مربوط به سده‌های اولیه دوران‌های تاریخی پس از اسلام است و در شهرستان دهلران، بخش موسیان، دهستان دشت عباس، روستای ولیعصر واقع شده و این اثر در تاریخ ۱۵ دی ۱۳۸۷ با شمارهٔ ثبت ۲۴۰۳۰ به‌عنوان یکی از آثار ملی ایران به ثبت رسیده است.